# نسيج ضام أصيل

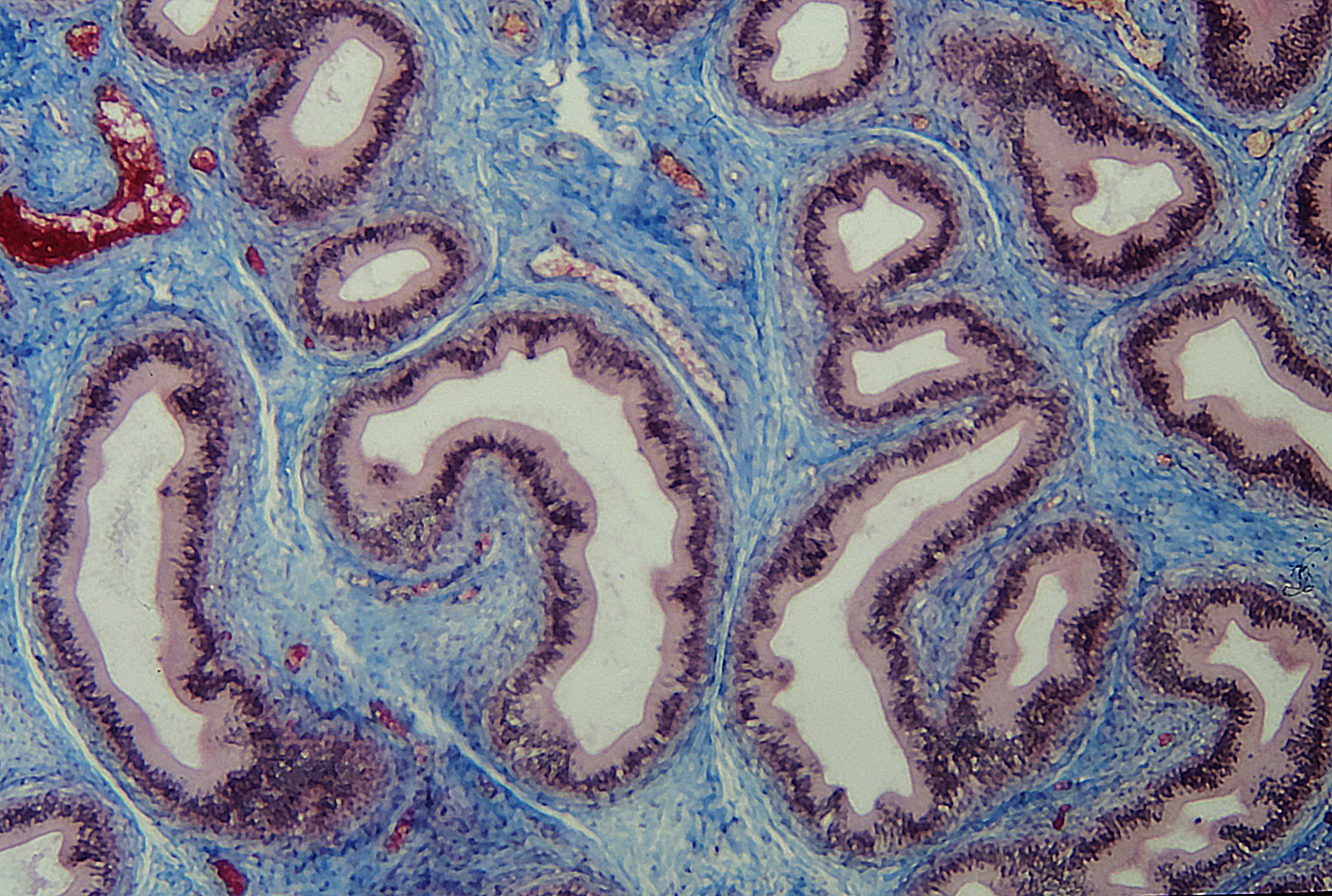

النسيج الضام الأصيل (بالإنجليزية: Connective tissue proper)‏ هو نوع ثانوي من الأنسجة الضامة يربط الأنسجة والأعضاء، يعمل بشكل رئيس على ربط ودعم الأنسجة الأخرى في الجسم، وعلى عكس الأنسجة الطلائية فإن الخلايا في الأنسجة الضامة غير متراصة، وتنتشر في مادة بين خلوية وفيرة، والتي تتكون من مادة أساسية، وتكون المادة بين الخلوية جيلاتينية، ويحتوي ثلاثة أنواع من الخيوط البروتينية.

## أنواع الخيوط البروتينية
- ألياف الكولاجين: خيوط طويلة غير متفرعة تتكون من يروتين الكولاجين، وهي أكثر انتشارا في الأنسجة الضامة الأصيلة، وتعطي قوة شد عالية أو دعماً (الألياف البيضاء).
- الألياف المرنة: خيوط طويلة متفرعة تتكون من بروتين إلاستين، وتعطي المرونة للنسيج (الألياف الصفراء).
- الألياف المتشابكة: خيوط رفيعة ومتفرعة بشكل شبكي، تتكون من بروتين الكولاجين، وتكثر في الأغشية القاعدية التي تربط النسيج الطلائي بالأنسجة المجاورة له.

## أنواعه
- النسيج الضام الرخو: يَتواجد في جميع أنحاء الجسم، ويدعم بعض التراكيب، مثل الأوعية الدموية، والليمفية، وتنتشر أنواع من الخلايا في مادته الخلالية، منها الخلايا الليفية المسؤولة عن تكوين الخيوط البروتينية وإفراز المادة الأساسية في النسيج. والخلايا الدهنية التي تتراكم فيها الدهون، والخلايا البلازمية التي تقوم بإفراز الأجسام المضادة، والخلايا الصارية ذات الشكل الكروي أو المغزلي والتي يمتلئ سيتوبلازمها بالحبيبات المحتوية على مادتي الهيبارين التي تمنع تجلط الدم، ومادة الهستامين التي تعمل على توسيع الأوعية الدموية. ويتواجد أييضاً خلايا أكولة وخلايا دم بيضاء حمضية، وليمفية.
- النسيج الضام الكثيف: يمتاز بوفرة خيوط الكولاجين البروتينية المبعثرة، وقلة عدد الخلايا، ويشكل هذا النسيج الأربطة التي تربط العظام ببعضها، والأوتار التي تربط العضلات بالعظام.

## اقرأ أيضا
- تمايز خلوي